# Diaeini
Diaeini Simon, 1895 è una tribù di ragni appartenente alla famiglia Thomisidae.

## Distribuzione
I 22 generi oggi noti di questa tribù hanno diffusione cosmopolita.

## Tassonomia
A dicembre 2013, gli aracnologi riconoscono 22 generi appartenenti a questa tribù:
1. Bassaniana Strand, 1928 - isola di Sant'Elena
2. Cozyptila Lehtinen & Marusik, 2005 - Turchia, Asia centrale, Ucraina, Russia
3. Cymbachina Bryant, 1933 - Nuova Zelanda
4. Demogenes Simon, 1895 - Nuova Guinea, isole Andamane
5. Diaea Thorell, 1869 - regione paleartica, Giava, Sumatra, Africa, Australia, Polinesia, Colombia, Nuova Guinea, USA, Madagascar, Celebes, Yemen
6. Dimizonops Pocock, 1903 - Socotra
7. Heriaesynaema Caporiacco, 1939 - Etiopia
8. Indoxysticus Benjamin & Jaleel, 2010 - India
9. Mecaphesa Simon, 1900 - America settentrionale e centrale, isole Hawaii, isole Galapagos, isole Juan Fernandez
10. Metadiaea Mello-Leitão, 1929 - Brasile
11. Narcaeus Thorell, 1890 - Giava
12. Ocyllus Thorell, 1887 - Myanmar
13. Ozyptila Simon, 1864 - regione olartica
14. Parasynema F. O. P.-Cambridge, 1900 - dal Messico ad El Salvador
15. Phireza Simon, 1886 - Brasile
16. Physoplatys Simon, 1895 - Paraguay
17. Pyresthesis Butler, 1879 - Guyana, Madagascar
18. Saccodomus Rainbow, 1900 - Nuovo Galles del Sud
19. Synaemops Mello-Leitão, 1929 - Brasile, Argentina
20. Synema Simon, 1864 - cosmopolita
21. Takachihoa Ono, 1985 - Cina, Corea, Taiwan, Giappone
22. Xysticus C. L. Koch, 1835 - regione olartica, Etiopia, Nuovo Galles del Sud, Africa centrale e occidentale, Queensland